# Demos EP
Demos EP es el segundo EP de la banda Mägo de Oz.
Este fue entregado como regalo junto a las primeras 500 entradas para la presentación del álbum Finisterra Opera Rock en la sala la Riviera. Contiene 3 grabaciones inéditas la cuales son: Revolución (demo de la canción de KHY), siendo esta grabada para el álbum Celtic Land (que por motivos de espacio no llegó a estar en éste), Stronger y Mistery (Salvaje y Si Supieras) pertenecientes a las sesiones de preproducción de Ilussia; según el grupo "Antes de hacer las letras siempre las hacemos en ingles chapurreando" 

## Lista de canciones
| N.º | Título            | Duración |  |
| 1.  | «Revolución»      | 4:50     |  |
| 2.  | «Stronger (Demo)» | 4:08     |  |
| 3.  | «Mistery (Demo)»  | 5:43     |  |